# Bistum Valparaíso

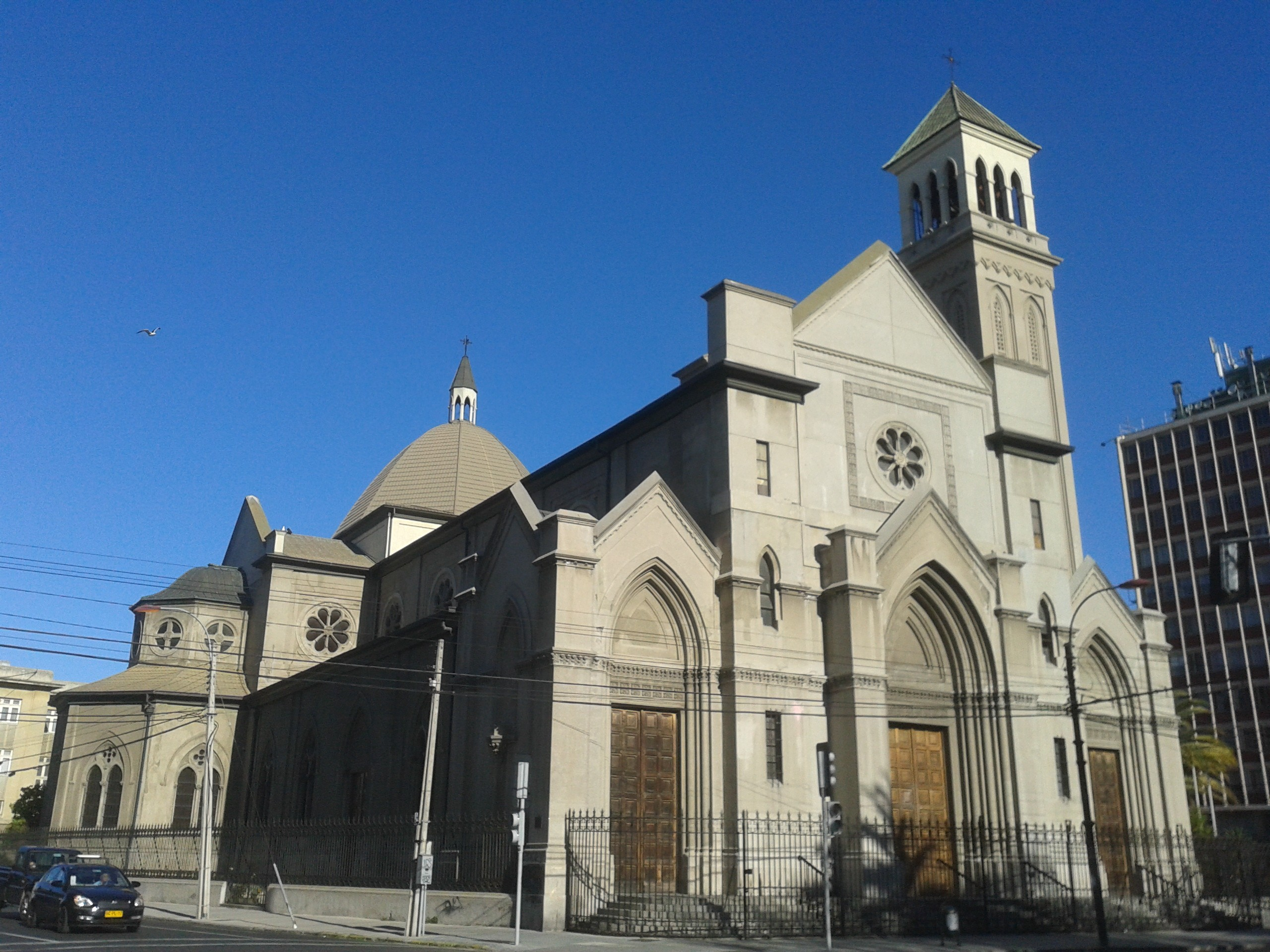
Kathedrale von Valparaíso

Das Bistum Valparaíso (lat.: Dioecesis Vallis Paradisi, span.: Diócesis de Valparaíso) ist eine in Chile gelegene Diözese der römisch-katholischen Kirche mit Sitz in Valparaíso. Die Mutterkirche ist die Kathedrale von Valparaíso, die sich im flachen Teil des Stadtzentrums befindet.

## Geschichte
Das Bistum Valparaíso wurde am 2. November 1872 durch Papst Pius IX. aus Gebietsabtretungen des Erzbistums Santiago de Chile als Mission sui juris Valparaíso errichtet. Am 18. Oktober 1925 wurde die Mission sui juris Valparaíso durch Papst Pius XI. mit der Päpstlichen Bulle Apostolici muneris ratio zum Bistum erhoben. In diesem Jahr hat die katholische Kirche in Chile offiziell ihre Trennung vom Staat vollzogen. Das Bistum ist dem Erzbistum Santiago de Chile als Suffraganbistum unterstellt.
Das Bistum ist Träger der Päpstlichen Katholischen Universität von Valparaíso.

## Ordinarien

### Apostolische Administratoren von Valparaíso
- Mariano Jaime Casanova y Casanova, 1872–1885
- Salvador Donos Rodríguez, 1885–1892
- Manuel Tomás Mesa, 1892–…
- Ramón Angel Jara Ruz, 1894–1898, dann Bischof von San Carlos de Ancud
- Eduardo Gimpert Paut, 1906–1925

### Bischöfe von Valparaíso
- Eduardo Gimpert Paut, 1925–1937
- Rafael Lira Infante, 1938–1958
- Raúl Silva Henríquez SDB, 1959–1961, dann Erzbischof von Santiago de Chile
- Emilio Tagle Covarrubias, 1961–1983
- Francisco de Borja Valenzuela Ríos, 1983–1993
- Jorge Arturo Medina Estévez, 1993–1996, dann Pro-Präfekt der Kongregation für den Gottesdienst und die Sakramentenordnung
- Francisco Javier Errázuriz Ossa, 1996–1998, dann Erzbischof von Santiago de Chile
- Gonzalo Duarte García de Cortázar SS.CC., 1998–2018
- Jorge Patricio Vega Velasco SVD, seit 2021